# Pierre-François Pâris
Pierre-François Pâris est un architecte français né à Besançon le 1er janvier 1721 et mort à Luxeuil-les-Bains le 31 août 1801.

## Biographie
Il a reçu une formation d'architecte, d'ingénieur et d'entrepreneur à Paris. Il est d'abord enseignant à l'école du corps d'artillerie de Besançon.
Jean-François Paris entre au service du prince-évêque Bâle, Joseph Guillaume Rinck de Baldenstein, le 27 août 1750, et dans le margraviat de Bade-Durlach. En 1752, il obtient un brevet pour enseigner la géométrie, deux ans plus tard, il reçoit un brevet pour lever des plans et faire des mesures topographiques. Le 20 juillet 1759, il est nommé géomètre de la cour de Porrentruy. Il prête serment le 15 août.
Il effectue un voyage à Paris pour étudier l'architecture en 1762. Il fait l'arpentage des hautes joux et fiefs de la Prévôté de Moutier-Grandval. Il dresse les plans répertoriant les biens du château de Pfeffingen, entre 1761 et 1765.
L'hôtel de ville de Porrentruy étant en mauvais état, il est décidé le 16 février 1760 de le relever. Il est décidé de se procurer des plans auprès du géomètre de la cour, Pâris. Pierre-François Pâris dresse les plans qui sont approuvés à l'unanimité par les membres du Conseil le 25 avril 1760. La première pierre est posée le 12 mai 1761 par le prince-évêque Simon-Nicolas de Montjoie. Les travaux sont réalisée par Paumet, ingénieur de Blamont, et le charpentier Baindy. Les soldats de la garde de la ville s'y établirent le 2 décembre 1761. La construction a coûté 22 000 livres de Bâle
En juillet 1760, une enquête est faite sur l'état de l'Hôtel-Dieu de Porrentruy. Une commission est nommée pour choisir l'emplacement du nouvel hôpital et en confie la réalisation à Pierre-François Pâris. La ville ayant décidé de céder à l'hôpital la Franche Courtine pour 4 500 livres de Bâle. Ses plans sont acceptés le 25 avril 1760. L'architecte a chois de le bâtir dans un style baroque germanique inspiré par Giovanni Gaspare Bagnato, dit Jean de Milan. Le bâtiment de la Franche Courtine est démoli en 1762 et la pose de la première pierre du nouvel hôpital est posée le 5 mai 1762. La construction de l'hôpital a été terminée en 1765. Elle avait coûté 50 000 livres de Bâle.
Il a remplacé une église gothique médiévale et a été élevé et donné les plans de l'église Saint-Marcel de Delémont en 1761-1767, collégiale du Chapitre de Moutier-Grandval de 1534 à 1792. Ses plans, marqués par le style baroque tardif et le début du néoclassique, sont retouchés par les architectes et entrepreneurs Gaetano Matteo Pisoni, Samuel Werenfels, Henri Schler et Louis Beuque.
Le 23 février 1763, il est nommé directeur des ponts et chaussées. Il fait un projet de pont pour Grandgourt l'année suivante.
Les halles de Porrentruy appartenaient au prince-évêque. Il y a aussi dans les halles le marché aux grains, le poids public, une auberge, des écuries et une remise. En 1766, il est décidé de les reconstruire sur les plans de Pierre-François Pâris. Les anciennes halles sont démolies fin février-début mars 1766. La première pierre est posée le 12 mai 1766. La charpente est mise en place à l'automne 1767. Le prince-évêque a fait placer des appartements au 2e étage pour loger des hôtes qui ne pourraient pas loger au château avec des salles à manger, une salle de bal et une salle de billard. Les halles sont terminées au début de 1769.
Il dresse les plans du château de Zwingen en 1766. Le 20 mai 1767, il est nommé Directeur des bâtiments et chef des arpenteurs. La même année, il est nommé membre du Conseil des finances. En 1769, après avoir reconnu le site du pont de Grandgourt, il en dresse le devis pour un pont de trois arches. Il est construit l'année suivante.
En 1770, il y a une pénurie de grains. L'exportation de blé venant de France est interdite. Le prince-évêque envoie Pâris, conseiller de la chambre des finances à Mannheim pour acheter des grains pour ses États. 1 500 sacs de blé sont achetés qui arrivent dans l'évêché en mars et avril 1771.
Il reconstruit la tour de l'église Saint-Pierre de Porrentruy en 1776. La même année, il fait partie des représentants du prince-évêque Louis de Wangen de Geroldseck pour étudier la convention entre la principauté de Bâle et la principauté de Neuchâtel pour la construction de la route reliant Villeret, Les Bugnenets, Le Pâquier.

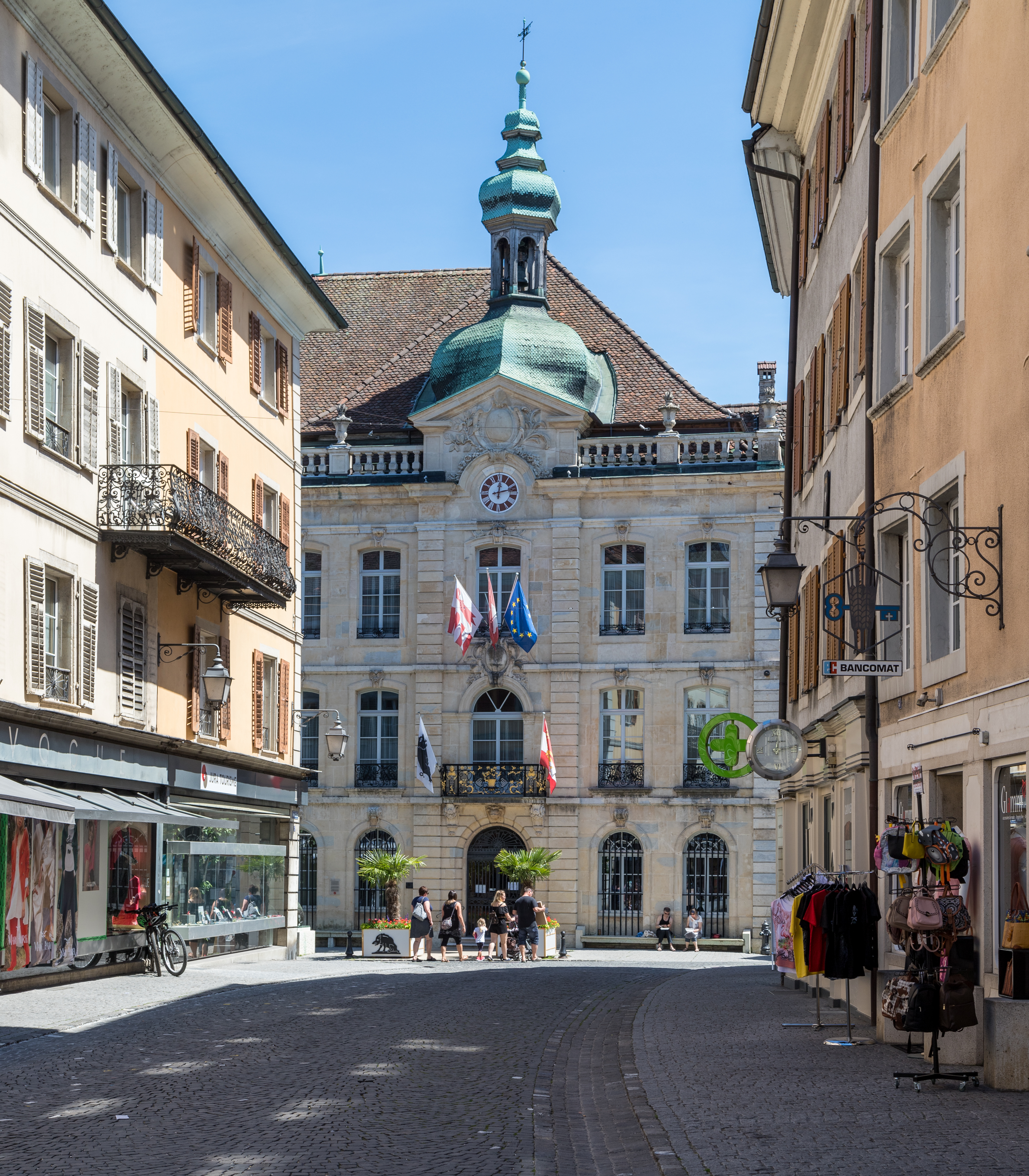
Hôtel de ville.
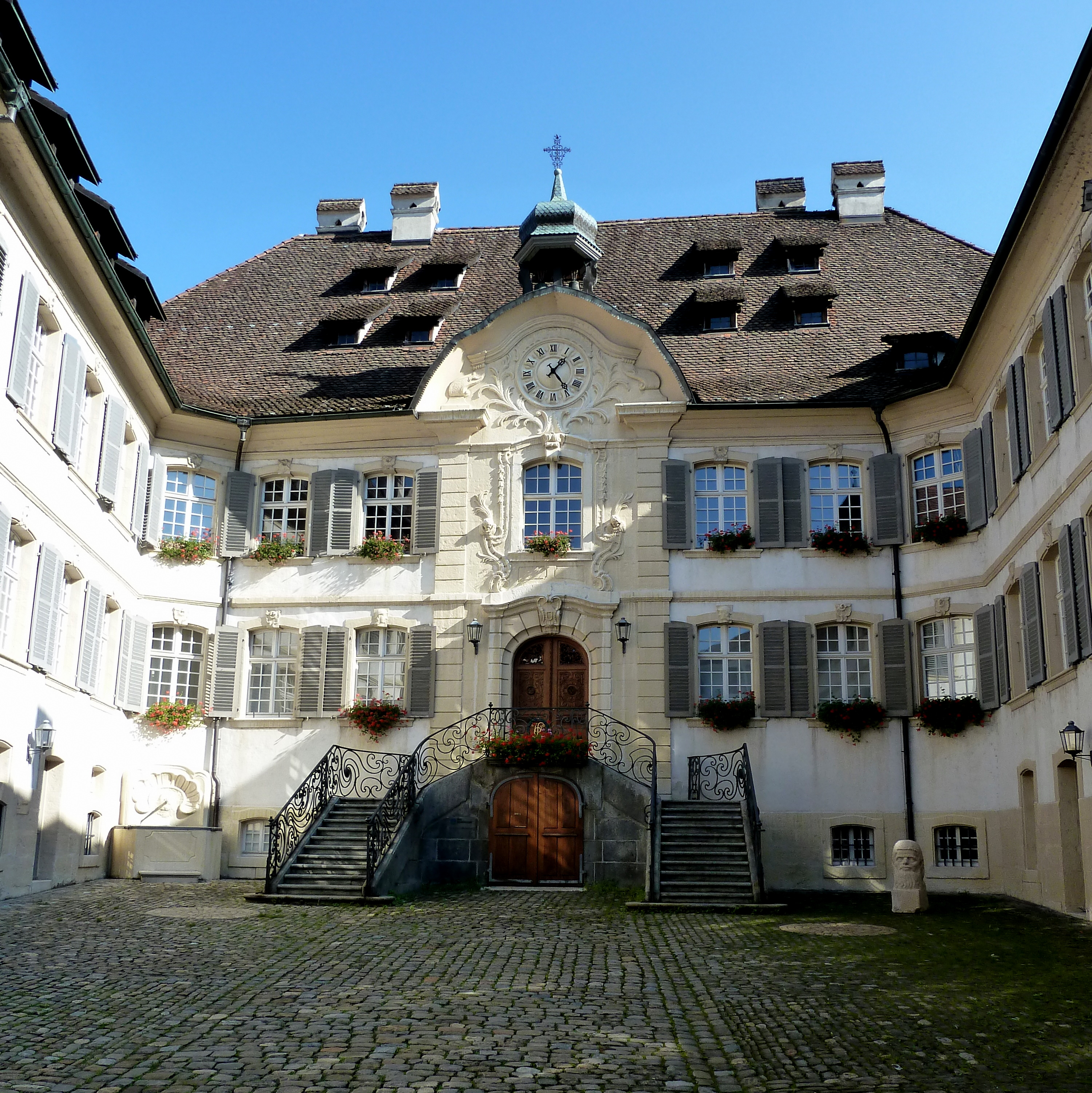
Hôtel-Dieu de Porrentruy.
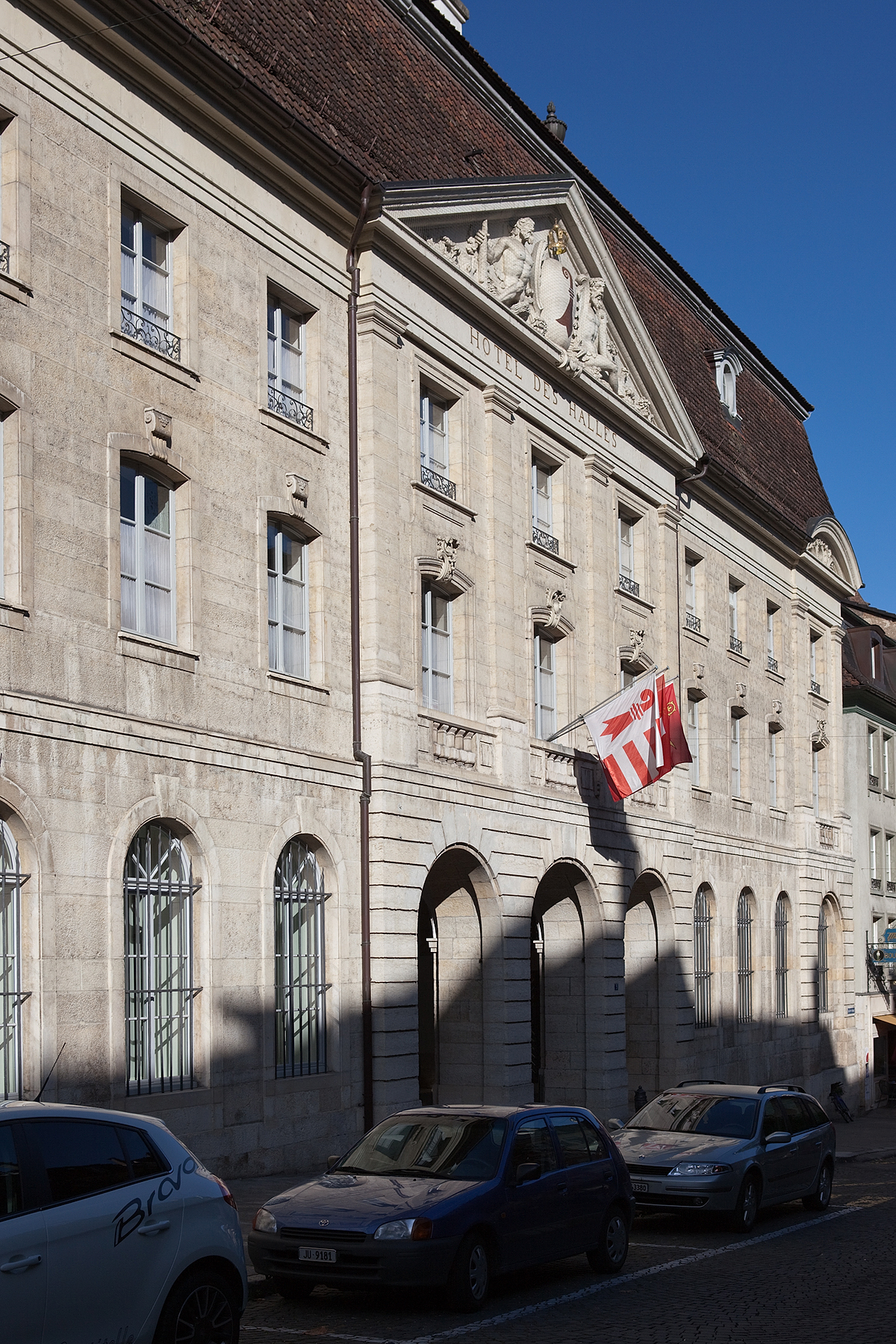
Hôtel des halles de Porrentruy.
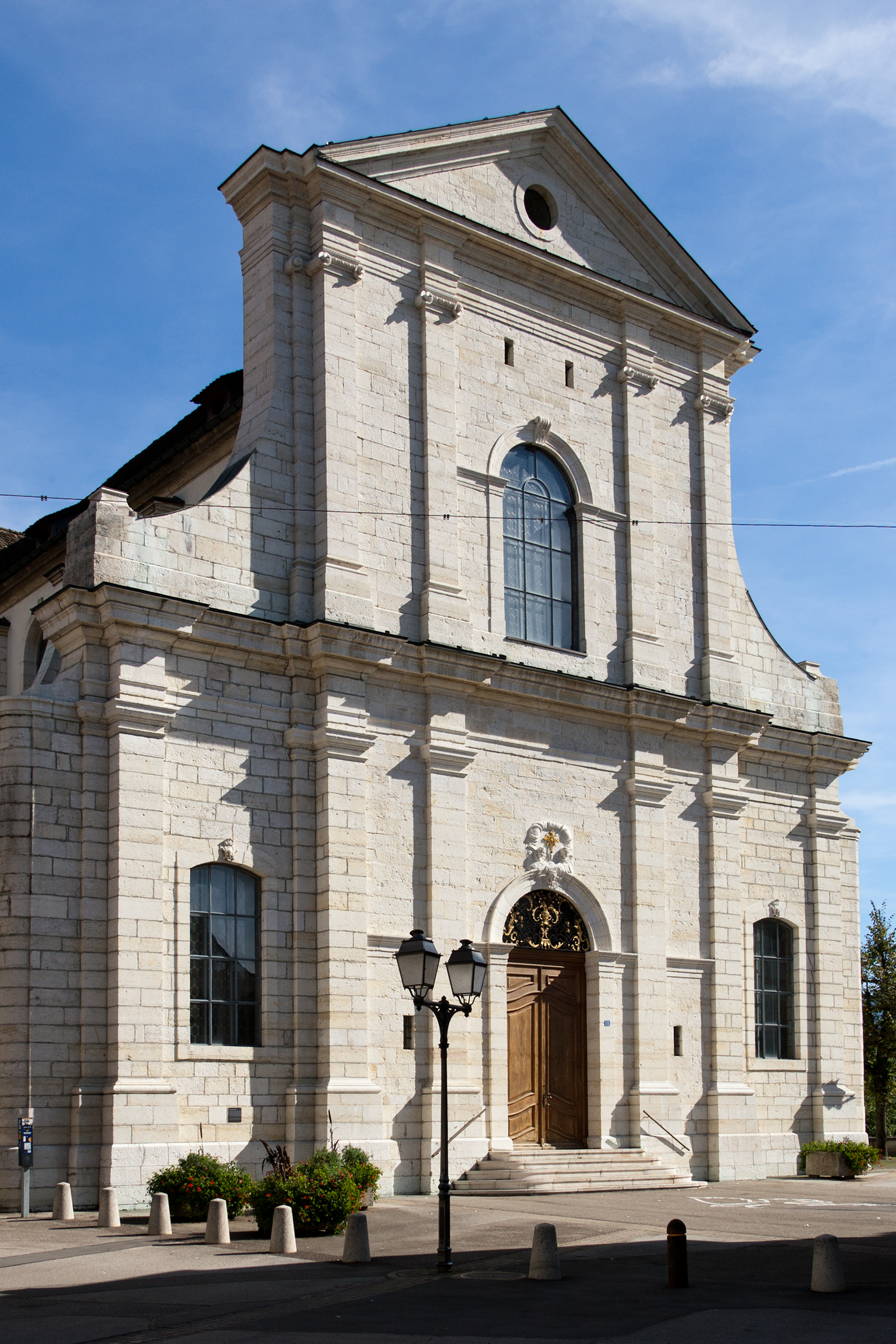
Façade de l'église Saint-Marcel de Delémont.
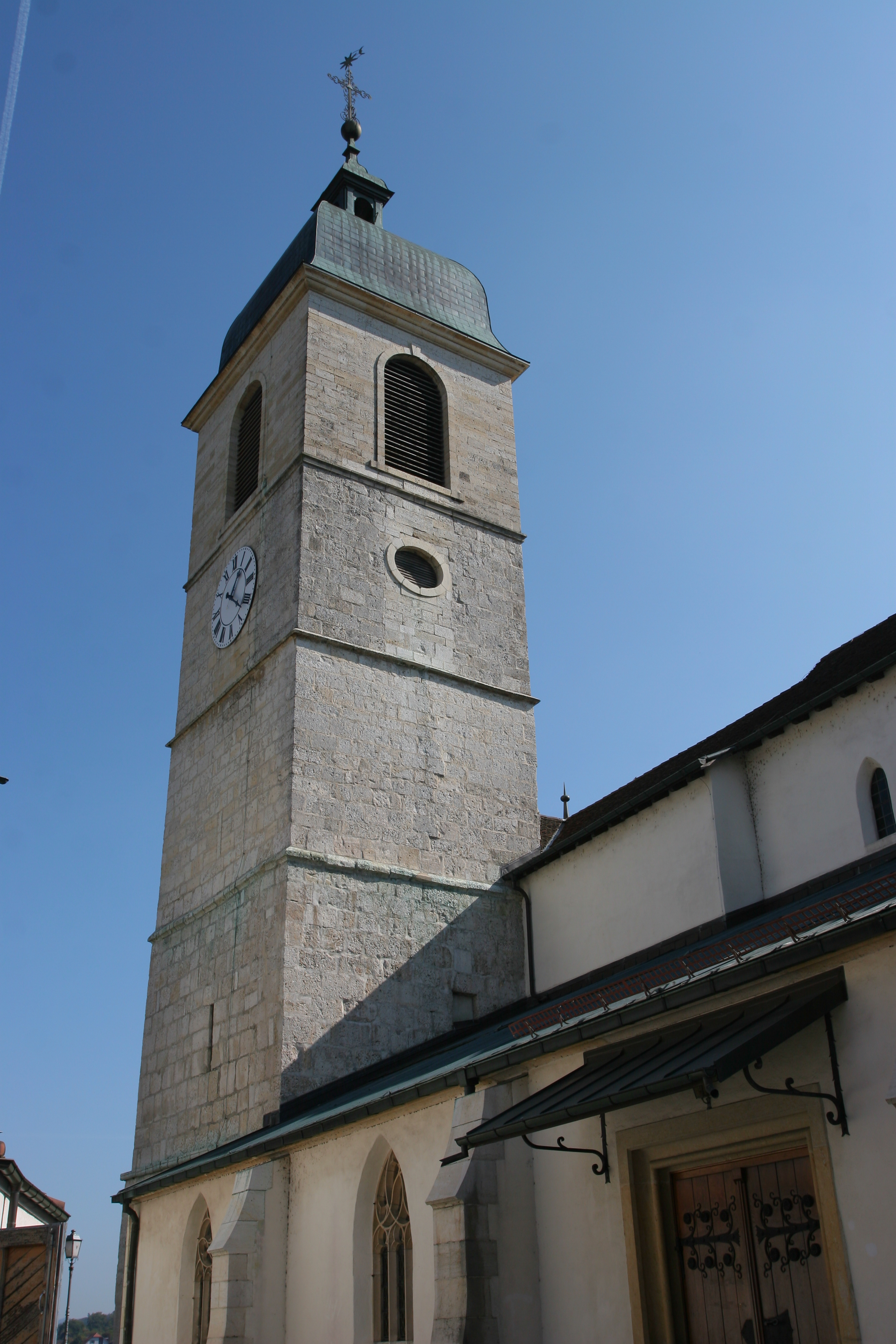
Tour de l'église Saint-Pierre de Porrentruy.

Pierre-François Pâris est nommé conseiller aulique titulaire. La même année, il construit la conduite d'eau de Varieux au château de Porrentruy, la route entre Porrentruy et Courgenay. Il étudie un projet de chemin Lucelle-Ajoie pour éviter un péage français et fait un rapport sur l'état des routes de l'Ajoie. Le 11 mars 1780, il fait un rapport sur les réparations à faire à la grande écluse de la plaine de Courtedoux et l'arrosage des prairies.
En 1785, après avoir rédigé un mémoire sur la route reliant Villeret au Pâquier, le prince-évêque Joseph Sigismond de Roggenbach le charge de tracer la route sur le territoire de la principauté de Bâle avec Samuel Imer.
Le prince-évêque doit faire face à la politique religieuse avec la Constitution civile du clergé adoptée par un décret du 12 juillet 1790. Elle crée un diocèse par département avec un évêque constitutionnel. Jean-Baptiste Gobel, évêque auxiliaire de Bâle est nommé évêque constitutionnel du département de la Seine et prête serment. Une partie du diocèse de Bâle va se trouver de facto regroupée à l'intérieur du diocèse du Haut-Rhin au profit de l'évêque constitutionnel Arbogast Martin. Pour protéger sa principauté, l'évêque de Bâle fait appel à l'empereur du Saint-Empire germanique qui lui envoie des troupes autrichiennes. Le 20 avril 1792, déclaration de guerre de la France au roi de Bohême et de Hongrie. Le 21 avril, Pierre-François Pâris est nommé au Conseil de régence de la principauté de Bâle. Il est établi le 3 mai dans le château de Porrentruy et Pâris en est nommé président. Du 16 au 22 avril, plus de 80 chariots quittent Porrentruy pour la Suisse. Le 26 avril, un courrier de l'ambassadeur impérial à Bâle arrive à Porrentruy pour dire au commandant des troupes autrichiennes de quitter la principauté. Le prince-évêque quitte Porrentruy le 27 avril avec les troupes autrichiennes pour s'établir à Bienne. Sous le prétexte de la présence de troupes autrichiennes sur le territoire de la principauté de Bâle et en application du traité de Versailles en 1780 permettant à la France d'occuper les gorges de la principauté pour garantir ses frontières,  Porrentruy est prise par le général Custine, le 28 avril 1792. Depuis mars 1791, Joseph-Antoine Rengguer, fils d'un conseiller aulique des princes-évêques de Bâle, a pris la tête du mouvement révolutionnaire dans l'évêché de Bâle à la suite des troupes françaises. Le jour de l'Ascension, le 15 mai 1792, une troupe de paysans avec à leur tête Rengguer arrive à Porrentruy. Le 17 mai, une partie se rend au château où Pierre-François Pâris donne l'ordre de faire une sortie pour les disperser. Il en fait le rapport au prince-évêque. La tranquillité est rétablie avec le chevalier de Rinck pour la garde du château, puis le capitaine Paumier quand de Rinck dut rejoindre son régiment. Rengguer essaie de soulever les habitants de la principauté et en France, sans succès. Finalement, le 21 août 1792, 250 hommes du régiment de Guyenne occupent Porrentruy et la garde du château est remise aux Français. Le 21 septembre 1792, les députés de la Convention, réunis pour la première fois, décident à l'unanimité l'abolition de la monarchie constitutionnelle en France. La République est proclamée. Le 19 décembre 1792 est créée la République rauracienne, dont Rengguer préside les deux premières assemblées. Elle disparaît le 23 mars 1793, la Convention nationale cote le décret d'annexion de la principauté par la République française pour en faire le département français du Mont-Terrible, avec Porrentruy comme chef-lieu. Joseph Sigismond de Roggenbach quitte Bienne le 3 décembre 1792 pour se réfugier à Constance où il meurt le 9 mars 1794.
Pierre-François Pâris a acheté devant le Tribunal du greffe de justice de Saint-Hippolyte pour le compte de son fils, le 13 mai 1791, des métairies de la Roche de Plainchamp et de Soyère, à Saint-Hippolyte, biens nationaux ayant appartenu aux Ursulines de Saint-Hippolyte. La propriété de Vauclusotte a dû être achetée un peu avant, en 1791. Après l'attaque repoussée du château de Porrentruy, il est jugé suspect et se retire à Vauclusotte avec son épouse, un de ses fils, Jean-Ambroise, et une fille. Son fils, Pierre-Adrien Pâris, y vient au début de 1793. Il y gère le domaine agricole. Il y a amené sa bibliothèque. Puis il se retire chez des amis, au Havre, en juillet 1793. Il revient à Vauclusotte à l'été 1799. Pïerre-Adrien Pâris a dessiné pour Vauclusotte un projet de maison circulaire élevée sur une terrasse en 1793 ou 1795,. Des scellés sont posées sur sa maison en novembre 1793 car on suppose que Pierre-Adrien Pâris a émigré à l'étranger. Ce dernier a dû venir à Vauclusotte début avril 1794 pour le démentir, puis fin mai. Pierre-François Pâris est cité une dernière fois, en 1799. Il meurt le 31 août 1801 à Luxeuil-les-Bains. La propriété de Vauclusotte a été vendue par Pierre-Adrien Pâris vers 1803.

## Famille
Pierre-François Pâris est le fils de François Pâris, artisan, et d'Étiennette Benoît, baptisé dans la paroisse Saint-Jean-Baptiste de Besançon.
Il s'est marié avec Jeanne-Pierrette Roch, fille de Louis-François, marchand perruquier. Il est le père de Pierre-François Pâris (mort en 1806), Pierre-Adrien Pâris, Jean-Ambroise Pâris (Porrentruy, 1766-mort après 1821) et une fille.
Pierre-François Pâris fils a eu un fils, Pierre-Auguste Paris, et une fille, Élisabeth-Caroline Pâris, mariée en 1808 à Joseph-Victor Gauffre, qui a été directeur des postes à Besançon en 1813 et qui a eu trois enfants, Édouard, Louise et Adrien Gauffre. Jean-Ambroise Pâris a eu six enfants :  Jean-Baptiste, Lucien, Eugénie, Victor, Eliza et Alexandrine. Sa sœur, dont on ignore le prénom, a été mariée à un monsieur Talmet, et a eu une fille, Anne-Pierrette-Victoire Talmet, mariée en 1819 à François-Xavier Montagnon, huissier au tribunal d'Altkirch. 
Pierre-Auguste Paris (1787-1876) est un militaire. Il a été en poste à Corfou pendant l'Empire, puis à Fontainebleau. Il est chef de bataillon d'état major en 1819, commandeur de la Légion d'honneur en 1845, et finira colonel. 
En 1817, Jean-Ambroise Pâris est avoué au tribunal de Belfort, son fils, Jean-Baptiste Pâris est avocat à la Cour de Colmar exerçant près le tribunal d'Altkich.